# جبريل مونتويا
جبريل مونتويا (بالفرنسية: Gabriel Montoya)‏ هو كاتب أغاني وكاتب ومغني وطبيب وشاعر فرنسي، ولد في 20 أكتوبر 1868 في أليس (فرنسا) في فرنسا، وتوفي في 7 أكتوبر 1914 في آش (فرنسا) في فرنسا بسبب حادث مرور.

## وصلات خارجية
- جبريل مونتويا على موقع ميوزك برينز (الإنجليزية)